# Charles Chanson
Charles-Marie-Ferréol Chanson, né le 18 février 1902 à Nice et mort le 31 juillet 1951 à Vĩnh Long (Indochine)) est un général de brigade français qui s'est illustré en Indochine.

## Biographie

### Début de carrière
Charles Chanson descend d'une famille d'officiers ; son père est général de troupes d'artillerie. Il choisit aussi la carrière militaire et est élève de l'École polytechnique de 1922 à 1924, puis à l'École d'application de l'artillerie et du génie de Fontainebleau, qu'il termine en 1926. Après un passage aux 3e et 8e régiments d'artillerie, il sert à la fin de l'année 1927 au 64e régiment d'artillerie au protectorat du Maroc. Au milieu de l'année 1932, le capitaine Chanson est transféré au 67e régiment d'artillerie à Constantine en Algérie.

### Officier d'état-major
Après avoir été à l'administration de Mailly-le-Camp en 1935, il sert au bureau d'artillerie de ministère de la Guerre, puis il entre à l'École supérieure de guerre en 1939 et devient officier à l'état-major général.
Lorsque la Seconde Guerre mondiale éclate, Charles Chanson sert dans divers départements de l'état-major et à la 6e armée en tant que chef d'escadron. Il s'illustre pendant la courte guerre de 1940 et reçoit la Légion d'honneur. Après l'armistice, il prend du service à Marseille, puis au début de l'année 1941, il est envoyé par Vichy à Alger où il est sous les ordres de l'amiral Darlan puis du général Juin. Lorsque les troupes alliées débarquent en Afrique du Nord à partir de novembre 1942 par l'opération Torch, Chanson est du côté de Vichy. Ensuite, lorsque les Alliés s'imposent, il garde sa position à Alger. En 1944, il est nommé attaché militaire en Grande-Bretagne et devient ensuite officier de liaison au quartier général suprême des forces alliées à Versailles où il s'occupe de la question du réarmement français.

### Indochine
Chanson atteint le grade de colonel en octobre 1945 et travaille à l'organisation de l'artillerie de la toute nouvelle 3e division d’infanterie coloniale sous les ordres du général Nyo. Les troupes embarquent en février 1946 à Marseille en direction de l'Indochine française. En effet, le Việt Minh dirigé par Hồ Chí Minh sous l'influence de la Chine communiste avait proclamé en août 1945 l'indépendance de la République démocratique du Vietnam au nord de la colonie ; le gouvernement français de la IVe République envoie donc rapidement un corps expéditionnaire.
A son arrivée, Chanson agit d'abord comme commandant de la ville de  Saïgon à partir de mars 1946, avant de prendre en charge la problématique du secteur des deux rivières Vaïco dans la zone frontalière cambodgienne. Pour son combat réussi contre les troupes du Việt Minh dans la région, il est promu à la Légion d'honneur en avril 1947. Depuis février 1947, Chanson était commandant régional de la Cochinchine centrale ; en septembre 1947, il est nommé général de brigade et en décembre suivant commandant-adjoint de la Cochinchine. Ce même mois, ses troupes écrasent un commando du Việt-Minh près de Mỹ Tho.
En avril 1948, le général Chanson est nommé commandant du Vietnam du Nord (Tonkin). La tactique du Việt Minh y est différente car il utilise, appuyé par les Chinois, la guérilla. La guerre fait rage au Tonkin depuis novembre 1946 contre les armées régulières. Chanson réussit à repousser les troupes communistes jusqu'à la frontière chinoise. Il termine cette première phase de ses opérations en septembre 1948. De février à novembre 1949, il dirige l'école d'artillerie d'Idar-Oberstein dans la zone d'occupation française en Allemagne.
Le général Chanson est envoyé de nouveau en Indochine en novembre 1949, remplaçant le général Boyer de Latour en tant que commandant du Vietnam du Sud et devient aussi commissaire de la République française en Cochinchine, ce qui comprend également le gouvernement de l'administration civile. Il s'oppose énergiquement aux troupes de Nguyễn Bình en lui imposant une série de défaites. Jusqu'au printemps 1951, les Français maîtrisent totalement la situation en Cochinchine et le nombre d'attaques dans les zones rurales semble considérablement diminuer. Il enrôle des supplétifs encadrés par le régiment pour surveiller les exploitations. En mai 1951, le général Chanson est décoré de la croix de commandeur de la Légion d'honneur pour avoir libéré des communistes le territoire du sud.
Le 31 juillet 1951, Chanson et Thái Lập Thành, gouverneur du Vietnam du Sud pro-français, mènent une tournée d'inspection à Sa Đéc dans le delta du Mékong. Ils sont victimes d'un attentat-suicide de la part d'un membre dissident de la secte Cao-Đài qui leur jette une grenade. Le général Chanson est grièvement blessé et transporté à l'hôpital militaire de Vĩnh Long où il meurt peu après à l'âge de 49 ans. Il s'agit du premier attentat-suicide perpétré dans une zone de guerre et le général Chanson en est la victime dont le rang est le plus élevé. Il est enterré au cimetière européen de Saïgon. L'identité de l'assassin n'est pas clairement révélée. On évoque au début un communiste de 25 ans du nom de Trịnh Văn Minh (ou Trần Văn Minh), puis plus vraisemblablement un jeune homme de 18 ans du nom de Phan Văn Út adepte de la secte des Cao-Đài devenu dissident sous le commandement de Trình Minh Thế. Une quarantaine de suspects sont arrêtés par les forces franco-vietnamienne le lendemain, et les milices paramilitaires du parti Đại-Việt (Thanh niên Bảo quốc Đoàn) sont interdites. Le haut-commandant de Lattre de Tassigny déclare à propos du général Chanson : « Au Sud Vietnam, il nous conduisit de succès en succès. Alors que je lui mesurais les moyens pour les concentrer au Tonkin. C'est grâce à lui que furent possibles les victoires qui ont rassuré le pays tout entier. ». Le général de Lattre rend personnellement responsable le général Việt-Minh Nguyễn Bình et charge son chef de la sûreté Pierre Perrier de le traquer pour le punir. Le général Chanson est remplacé en Cochinchine par le général Salan. En octobre suivant, le commissaire de la République française au Cambodge, Jean de Raymond, est victime lui aussi d'un attentat.
Pierre Guillet a publié en 1992 une biographie consacrée au général Chanson Pour l'honneur: le général Chanson en Indochine, 1946–1951.

## Décorations
- Commandeur de la Légion d'honneur
- Croix de guerre 1939–1945
- Croix du combattant

En plus de la croix de commandeur de la Légion d'honneur, le général Chanson est décoré de la Croix de guerre 1939–1945 (avec deux mentions), de la Croix de guerre des Théâtres d’opérations extérieurs (avec neuf mentions), la Médaille de la Résistance, la Croix du Combattant, la Médaille coloniale avec épée Maroc, Sahara et Extrême-Orient, l'ordre marocain d'Ouissam Alaouite (commandeur), la Legion of Merit américaine (officier), l'Ordre du Dragon d'Annam (officier), de l'Ordre royal du Cambodge (commandeur) , l'Ordre du Million d'Éléphants et du Parasol blanc (Laos) (grand-officier).